# Дудник Юрій Віталійович
Юрій Віталійович Дудник (нар. 12 вересня 2002, Луганськ, Україна) — український футболіст, захисник футбольного клубу «Вікторія».

## Ігрова кар'єра
Вихованець футбольних академій «Кремня» (Кременчук) та «Металурга» (Запоріжжя). У чемпіонаті України ДЮФЛ зіграв 47 матчів (4 голи).
У серпні 2019 року підписав контракт з «Зорею». Виступав за юнацьку команду клубу, а починаючи з сезону 2020/21 років грав і за молодіжну команду. В юнацько-молодіжних змаганнях під егідою УПЛ провів 59 матчів (2 голи). За першу команду луганців дебютував 9 травня 2021 року в переможному (2:1) домашньому поєдинку 26-го туру Прем'єр-ліги України проти «Олександрії». Юрій вийшов на поле на 84-ій хвилині, замінивши Єгора Назарину. Це була його єдина гра в рамках вищого дивізіону.
У серпні 2022 року став гравцем чеського клубу «Банік» (Соколов), за який виступав до завершення року. В їх складі провів 12 матчів у третьому за рівнем дивізіоні. Впродовж 2023/24 сезону виступав за «Кремінь» та його фарм-клуб, в складі яких записав до свого активу 24 офіційних поєдинка у Першій лізі України та 4 матча у Другій лізі України.
В липні 2024 року підписав контракт із першоліговим футбольним клубом «Буковина».